# Stachytarpheta scaberrima
Stachytarpheta scaberrima là một loài thực vật có hoa trong họ Cỏ roi ngựa. Loài này được Cham. miêu tả khoa học đầu tiên năm 1832.